# Brawlhalla
『Brawlhalla』（ブロウルハラ）は、Blue Mammoth Gamesによって開発され、ユービーアイソフトが運営する基本プレイ無料の2D対戦格闘ゲーム。アイテム課金が存在する。対応プラットフォームは、 Microsoft Windows、Mac OS、PlayStation 4、Xbox One、iOS、Android、Nintendo Switchで、クロスプレイにも対応している。

## 沿革
本作は2014年4月にPAX Eastで初めて発表され、同月下旬にアルファ版のリリースがスタートした。その後、2015年11月にオープンベータ版がリリースされ、2017年10月にMicrosoft Windows、Mac OS、PlayStation 4版が正式リリースされた。
2018年3月、本作の開発会社兼パブリッシャーのBlue Mammoth Gamesはフランスに本社を置くゲーム会社ユービーアイソフトによって買収され、以降はユービーアイソフトによって運営されている。2018年11月にはNintendo SwitchとXbox One版がリリースされ、2019年9月には日本語版の配信も始まった。そして、2020年8月にはiOS、Android版もリリースされ、2022年10月には南アフリカでも配信がスタートした。
ユービーアイソフトは、本作のプレイヤー数は2019年2月までに全世界2000万人以上を誇っており、2022年4月時点では8000万人を突破していることを報告している。また、2023年5月に、本作のプレイヤー数が全世界1億人を突破したことが発表された。

## 概要
大乱闘スマッシュブラザーズシリーズのように、自分の選択したキャラクターを操作して相手に攻撃を当て、画面外へ吹き飛ばすことを目的とする対戦格闘ゲーム。キャラクターは、移動、回避、ジャンプなどといった基本行動（ただし本作にはいわゆる「ガード」は存在しない）に加え、ボタンや方向入力で性能が変化する弱攻撃と強攻撃を使用できる。攻撃によってダメージを受けることによって画面右上のキャラクターアイコンの色が白→黄色→オレンジ→赤と変化していき、アイコンの色に伴って吹き飛びやすさが上昇する。
ステージの上下左右の限界ラインまで吹き飛ばされるとミスとなり、タイム制ではミスしたプレイヤーに最後に攻撃を与えたプレイヤーに2点が入る。ミスするとマイナス1点、自滅はマイナス3点となる。ストック制ではミスすると残機が1つ減る。最も多く得点を取るか、最後まで生き残ったプレイヤーの勝利となる。タイム制では、タイムアップ時に同率1位のプレイヤーがいる場合、「Tie Breaker（タイブレイカー）」となり、お互いが最大まで吹き飛びやすくなった状態で戦う。
上記の通り基本的なルールは大乱闘スマッシュブラザーズシリーズに酷似しているが、同シリーズにはない本作オリジナルの要素として「武器」（後述）があり、同じキャラクターでも使用する武器によって攻撃方法や技の威力などが明らかに違ってくるのが最大の特徴。

## システム
プラットフォームごとに様々なコントローラーやキーボードに対応しており、ボタンの配置は変更可能。また、モバイル版は仮想パッドによる操作になる。こちらも設定でボタンの配置や大きさを変更できる。

### 基本操作
移動とダッシュ
スティックや矢印キーを入力することで左右に移動できる。移動しながら回避ボタンを押すとダッシュでき、そのまま移動し続けると走ることができる。また、下方向に入力しながらダッシュすると、短距離をより素早くダッシュできる。
ジャンプ
ジャンプボタンを押すことでジャンプができる。空中では全キャラクター共通で2回までジャンプ可能。壁に張り付いている状態でジャンプすると「ウォールジャンプ」ができ、ウォールジャンプをすると空中ジャンプの回数がリセットされる。また、ダッシュ中にジャンプすると「ダッシュジャンプ」になり、さらに素早く前方へジャンプできる。
回避
回避ボタンを押すことで、一瞬無敵になる回避行動を取ることができる。空中では、方向入力しながら回避ボタンを押すことでその方向に移動しながら回避できる。回避には短いクールダウンがあり、空中回避の方がクールダウンが長い。
クイックアタック（弱攻撃）
弱攻撃ボタンを押すことで、武器ごとに性能が異なる攻撃を行える。それぞれの武器には、地上、空中それぞれでニュートラル、横、下の3方向の弱攻撃が用意されている。
強アタック（強攻撃）
「シグネチャー」とも呼ばれる。強攻撃ボタンを押すことで、クイックアタックよりも高い威力を持つ攻撃を行える。ボタン長押しでチャージが可能。この攻撃はキャラクターとその武器ごとに性能が異なり、地上では弱攻撃と同様に3方向の攻撃が可能だが、空中ではニュートラル、下の2方向のみである。
アイテムについて
試合中に空から落ちてくる武器や、爆弾、トゲ付きのボールなどといったアイテムは、アイテムボタンを押すことで拾ったり投げたりできる。長押しで溜めることでより勢いよく投げることができる。武器を投げると素手状態になる。
エモート
エモートボタンを押すことで行うことができる、いわゆる挑発行動。エモートはマンモスコインで購入したりすることで増やせる。

### テクニック
ファストフォーリング
いわゆる「急降下」。空中にいる時に下入力を続けると、落下速度を速くすることができる。
グラビティキャンセル
空中ニュートラル回避中に攻撃を繰り出すことで「グラビティキャンセル」ができ、空中でも地上攻撃を出すことができる。これにより、通常ではありえないようなコンボにつなげたり、相手の意表をついたりできる。
チェイスドッジ
攻撃動作の終了直後に回避をすることで「チェイスドッジ」を行える。通常の回避と同様に、方向入力で移動しながら回避可能。これにより、攻撃により吹き飛んだ相手を追いかけてより長いコンボにつなげたり、攻撃後の隙を減らしたりできる。
また、通常の回避とは異なり、チェイスドッジ中はいつでも攻撃が可能である（ドッジキャンセル）。
リカバリーとグラウンドパウンド
空中ニュートラル強攻撃は「リカバリー」、空中下強攻撃は「グラウンドパウンド」と呼ばれる。リカバリーは上に飛び上がってステージに素早く復帰でき、グラウンドパウンドは相手を下に吹き飛ばす効果がある。
アクティブ入力アタック
一部の武器やキャラクターによる攻撃は、攻撃が当たった時に特定の方向に入力することで通常とは違う攻撃を繰り出すことができる。鎌による弱攻撃の多くや、MORDEX、VOLKOVなどの一部強攻撃が該当。
スライドチャージ
ダッシュ中に強攻撃をチャージすると滑るように少し移動するが、この移動中に足場から落ちてもチャージが継続される。この仕様を活かして空中でチャージ地上強攻撃を繰り出すテクニックを「スライドチャージ」と呼ぶ。

## ゲームモード
フリーフォーオール
タイム制。4人で戦う乱闘形式のモード。
フレンドリー 2v2
ストック制。2対2で戦うチーム戦。
ストライクアウト 1v1
3人のレジェンドを選び、倒されるごとにレジェンドを変えて戦うモード。
テストラボ 1v1
ストック制。1対1で戦いながら、テスト中の新機能を試すことができるモード。
1v1ランク
ストック制。1対1で戦い、勝敗に応じてランクが変動するモード。2v2、3v3ランクも存在する。
カスタムゲームルーム
ルームを作り、ルーム内のプレイヤーと対戦できる。モードは既存の全てのモードから選択可能。ルーム作成者は、選択したプレイヤーのみ参加できる「プライベート」、全てのプレイヤーが参加できる「パブリック」の2種類のルームを作成できる。
ブロウルバトル
週替わりで様々なモードが登場する。
カウチパーティー
フレンドとローカルオフラインプレイができるモード。
トーナメント
CPUとトーナメント戦ができるオフラインのモード。
トレーニング
動きなどの練習ができるモード。このモードでは、エピッククロスオーバー（後述）を含む全てのレジェンドを使用できる。
チュートリアル
プレイの基本を学べるモード。初回クリア時にゴールドがもらえる。

## レジェンド
本作には50体以上のプレイアブルキャラクターが存在し、これらのキャラクターはレジェンドと呼ばれる。ユービーアイソフトが運営していることもあり、同社のマスコットのレイマンとアサシン クリードシリーズのエツィオもゲストキャラクターとして登場している。全てのレジェンドにはいくつかのカラーやスキンが用意されており、試合でレジェンドレベルを上げたり、課金によって入手できるゲーム内通貨の「マンモスコイン」を使って購入したりすることでアンロックされる。
レジェンドには「パワー」（多いほど攻撃力が高い）「アジリティ」（多いほど攻撃速度が速い）「ディフェンス」（多いほど吹き飛びにくい）「スピード」（多いほど移動速度が速い）の4つの能力がある。各能力の数値は10段階のメーターで表示され、レジェンドごとにそれぞれ異なる（各能力の合計値は全レジェンド一律で22）。また、レジェンドレベルを上げることで入手できる「スタンス」によって、能力値をわずかに変更することもできる。
試合中は武器がランダムで空から落ちてきて、レジェンドが拾うことができる。武器は剣、ハンマー、ブラスター、スピア、ロケットランス、カタール、大砲、斧、鎌、ガントレット、弓、オーブ、大剣、ブーツの14種類で、全てのレジェンドはそれぞれ2種類の武器を使用できる。ステージ上に落ちている武器は剣のような見た目だが、レジェンドが拾った時にそのレジェンドに対応した2種類の武器のうちのどちらかに変化する。レジェンドはある程度攻撃を受けると武器を落としてしまい、素手状態になってしまう。
初期状態では9体のレジェンドを無料で使うことができ、1週間ごとに無料開放のレジェンドが切り替わる。ゲーム内で手に入るゴールドを使用することで、欲しいレジェンドをアンロックすることができる。また、有料の「オールレジェンドパック」を購入することで、現在登場している全てのレジェンドがアンロックされるほか、今後レジェンドが追加されてもすぐに使えるようになる。

## コラボレーション
本作は以下のタイトルとコラボを行っている。コラボ元のキャラクターは、特定のレジェンドの見た目を変更するスキンの一種「エピッククロスオーバー」として登場。エピッククロスオーバーは、ストアにてマンモスコインで購入できる。また、コラボ元の世界観を再現したイベントが期間限定で開催されたり、各種アクセサリーなどがストアに登場したりしている。
- ショベルナイト[15]
- レイマン (自社コラボ）[12]
- ヘルボーイ[12]
- アドベンチャー・タイム[16]
- スティーブン・ユニバース[17]
- ベン10[18]
- トゥームレイダー[19]
- ウォーキング・デッド（2回開催）[20][21]
- WWE[22]
- カンフー・パンダ[23]
- ティーンエイジ・ミュータント・ニンジャ・タートルズ[24]
- ストリートファイター（2回開催）[25][26]
- G.I.ジョー[27]
- アサシン クリードシリーズ（自社コラボ）[14]
- 悪魔城ドラキュラ[28]
- アバター 伝説の少年アン[29]
- Halo[30]
- 鉄拳[31]
- スポンジ・ボブ[32]
- スター・ウォーズ（2回開催）[33]
- Mega Man